# Dytaster intermedius
Dytaster intermedius är en sjöstjärneart som beskrevs av Perrier 1891. Dytaster intermedius ingår i släktet Dytaster och familjen kamsjöstjärnor. Inga underarter finns listade i Catalogue of Life.